# Boleslaus (Glogau-Oels)
Boleslaus von Oels (auch Boleslaw von Oels Bolko von Kalisch und Oels; * 1293/1296; † 1320/1321) war von 1309 bis 1312 gemeinsam mit seinen vier Brüdern Herzog von Glogau und Herr von Großpolen. Ab 1312 bis zu seinem Tod 1320 war er eigenständiger Herzog von Oels. Zudem war 1312/1313 gemeinsam mit seinem Bruder Konrad I. Herr von Gnesen und Kalisch und 1313/1314 eigenständiger Herr von Gnesen. Er entstammte dem Glogauer Zweig der Schlesischen Piasten.

## Leben
Boleslaus' Eltern waren Heinrich III. von Glogau († 1309) und Mechthild († 1318), Tochter des Herzogs Albrecht von Braunschweig-Lüneburg.
Nach dem Tod ihres Vaters Heinrich III., der neben seinen schlesischen Besitzungen zugleich Herr von fast ganz Großpolen war, erbten im Jahre 1309 Boleslaus und seine Brüder Heinrich IV. († 1342), Konrad I. († 1366), Johann († 1361/65) und Primislaus/Primko († 1331) dessen Gebiete. Diese verwalteten sie bis 1312 unter der Vormundschaft ihrer Mutter Mechthild von Braunschweig zunächst gemeinsam.
Um einer Zersplitterung ihrer Gebiete vorzubeugen, teilten die fünf Brüder ihr Erbe am 29. Februar 1312 zunächst in zwei Teile. Der drittgeborene Boleslaus erhielt zusammen mit dem zweitgeborenen Konrad I. das östliche Gebiet mit den Städten Gnesen, Kalisch, Oels und Wohlau. Der älteste Bruder Heinrich IV. und die beiden jüngsten Brüder Johann und Primislaus/Primko erhielten das größere westliche Gebiet mit den Städten Steinau, Sagan, Grünberg, Crossen und Posen. Ebenso gehörten diesen drei Brüdern Glogau, Beuthen und Freystadt, die jedoch zunächst ihrer Mutter auf deren Lebenszeit als Leibgedinge zugewiesen waren.
Bereits 1314 verloren Boleslaus und Konrad I. ihre großpolnischen Gebiete an Władysław I. Ellenlang. 1318 protestierte Boleslaus Bruder Heinrich IV. zugleich für seine Brüder und weitere schlesische Herzöge gegen die Erhebung des Peterspfennigs in der bis dahin in Schlesien nicht üblichen Form der Kopfsteuer. Der Einwand beim päpstlichen Stuhl in Avignon wurde jedoch vom Papst abgewiesen. Da die Herzöge die Zahlung weiterhin verweigerten, wurde über die Diözese Breslau ein Interdikt verhängt. Am 23. Juni 1323 wandte sich Heinrich IV. zugleich im Namen seiner Brüder unter der Titulatur „Herzog von Schlesien, Erbe des Königreichs Polen, Herr zu Glogau und Posen“ an den Papst und versicherte ihm, dass er und seine Brüder die Zahlung des Peterspfennigs in ihren Landen nun befohlen hätten. Zugleich bat er den Papst um seinen Schutz, falls der Kaiser oder der römische König ihre Lehenshoheit über Heinrichs und seiner Brüder Länder ausdehnen wollten.
Nachdem Boleslaus schon 1320/21 unverheiratet und ohne Nachkommen gestorben war, erbte dessen Gebiete sein Bruder Konrad I. Da auch der polnische König Władysław I. Ellenlang Ansprüche anmeldete, kam es nachfolgend zu kriegerischen Auseinandersetzungen um das Erbe Boleslaus', an denen neben Heinrich VI. von Breslau auch die Herzöge von Liegnitz, Schweidnitz und Oppeln beteiligt waren.